# 求名站
求名站（日语：／ Gumyō eki */?）是位於千葉縣東金市求名141號，東日本旅客鐵道（JR東日本）的東金線車站。此站是難讀車站之一。

## 歷史
- 1911年（明治44年）11月1日：國有鐵道車站啟用[1]。為旅客和貨物車站。
- 1962年（昭和37年）10月1日：結束貨物起卸業務。
- 1974年（昭和49年）3月15日：成為無人車站[2]。
- 1987年（昭和62年）4月1日：伴隨國鐵分割民營化，車站由東日本旅客鐵道（JR東日本）營運[1]。
- 1998年（平成10年）12月：月台設置櫃臺，此站變為業務委託車站。
- 2001年（平成13年）11月18日：此站開始使用IC卡「Suica」[広報 1]。

## 車站構造

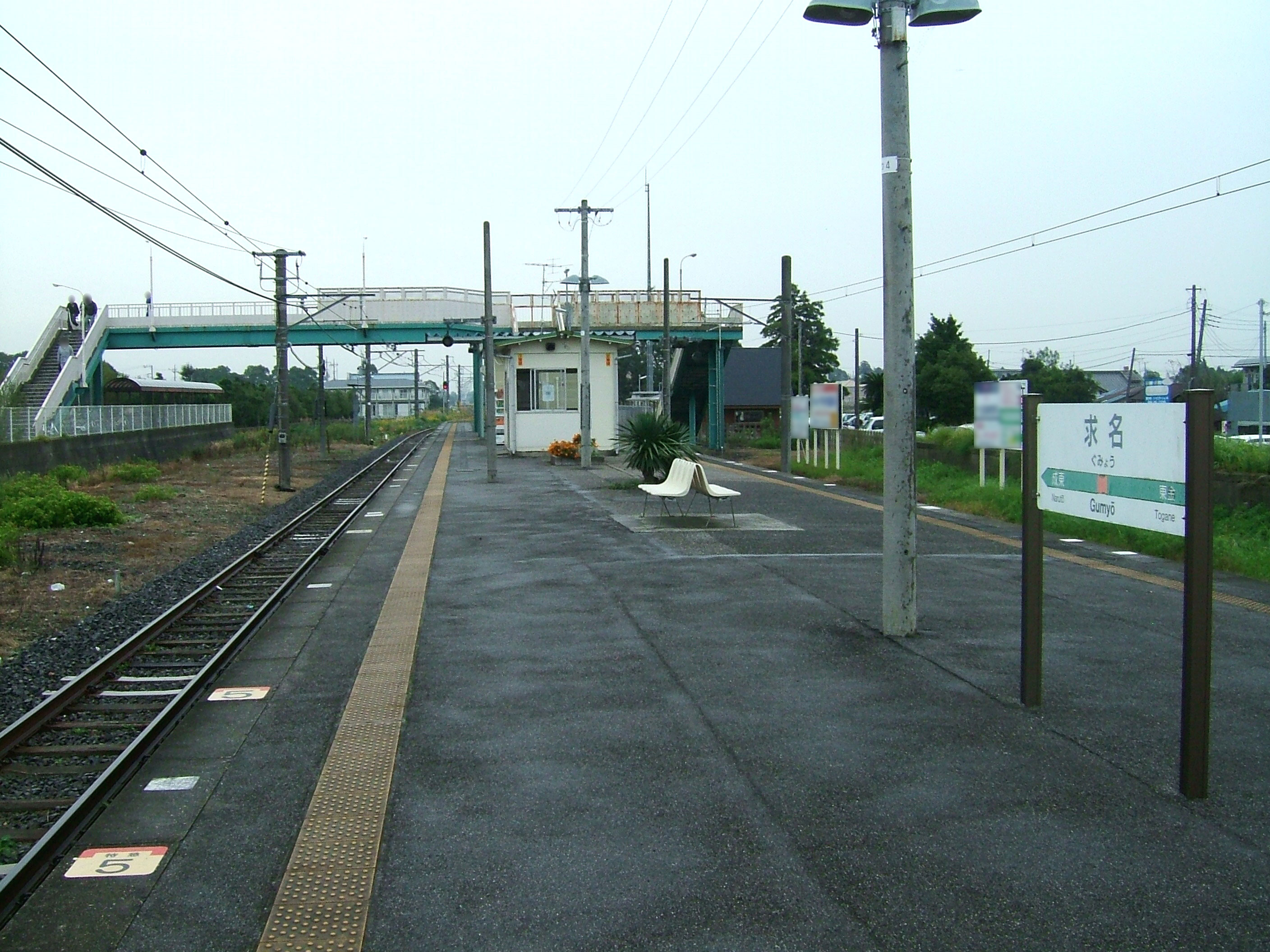
月台（2008年10月26日）

此站是地面車站，設有1面2線的島式月台。在月台上設有櫃臺和職員當值。在跨線橋與月台之間設有簡易Suica閘機。在檢票口內小屋中設有自動售票機，乘客於檢票口內購買車票。
在東出口和月台上設有候車室。東出口和西出口均設有廁所，均為男女分開的濕廁。在西出口處設有多功能廁所。曾經在東出口站前廣場設有男女共用的臨時廁所（旱廁），在東出口候車室旁設有濕廁，後來已經撤走。
曾經此站為有人車站，後來一度成為無人車站。但是，隨著城西國際大學成立，現時此站是由大網站管理的業務委託車站，委托了JR東日本車站服務負責車站業務（當初是JR千葉鐵道服務）。但是，早上和晚間沒有車站職業當值。
曾經站內的貨運列車到發處，現時成為停車場。

### 月台
| 月台 | 路線    | 上下行 | 方向                 |
| ---- | ------- | ------ | -------------------- |
| 1    | ■東金線 | 下行   | 成東、佐倉、銚子方向 |
| 2    | ■東金線 | 上行   | 大網、千葉、茂原方向 |

參考
- 月台可容納6卡車廂。

## 使用狀況
在2019年（令和元年）度1日平均乘車人次為2,024人，以下為乘車人次變化列表。在1992年，車站附近的城西國際大學東金校園開校，使開始有許多學生使用此站。
| 乘車人次變化       | 乘車人次變化     | 乘車人次變化 |
| 年度               | 1日平均 乘車人次 | 參考資料     |
| ------------------ | ---------------- | ------------ |
| 1990年（平成02年） | 517              | [ * 1 ]      |
| 1991年（平成03年） | 544              | [ * 2 ]      |
| 1992年（平成04年） | 720              | [ * 3 ]      |
| 1993年（平成05年） | 808              | [ * 4 ]      |
| 1994年（平成06年） | 905              | [ * 5 ]      |
| 1995年（平成07年） | 1,051            | [ * 6 ]      |
| 1996年（平成08年） | 1,192            | [ * 7 ]      |
| 1997年（平成09年） | 1,223            | [ * 8 ]      |
| 1998年（平成10年） | 1,390            | [ * 9 ]      |
| 1999年（平成11年） | 1,656            | [ * 10 ]     |
| 2000年（平成12年） | 1,713            | [ * 11 ]     |
| 2001年（平成13年） | 1,724            | [ * 12 ]     |
| 2002年（平成14年） | 1,802            | [ * 13 ]     |
| 2003年（平成15年） | 1,833            | [ * 14 ]     |
| 2004年（平成16年） | 1,930            | [ * 15 ]     |
| 2005年（平成17年） | 1,954            | [ * 16 ]     |
| 2006年（平成18年） | 2,028            | [ * 17 ]     |
| 2007年（平成19年） | 2,074            | [ * 18 ]     |
| 2008年（平成20年） | 2,025            | [ * 19 ]     |
| 2009年（平成21年） | 1,915            | [ * 20 ]     |
| 2010年（平成22年） | 1,950            | [ * 21 ]     |
| 2011年（平成23年） | 1,880            | [ * 22 ]     |
| 2012年（平成24年） | 1,952            | [ * 23 ]     |
| 2013年（平成25年） | 2,022            | [ * 24 ]     |
| 2014年（平成26年） | 2,029            | [ * 25 ]     |
| 2015年（平成27年） | 2,174            | [ * 26 ]     |
| 2016年（平成28年） | 2,153            | [ * 27 ]     |
| 2017年（平成29年） | 2,013            | [ * 28 ]     |
| 2018年（平成30年） | 2,013            | [ * 29 ]     |
| 2019年（令和元年） | 2,024            |              |

## 車站周邊

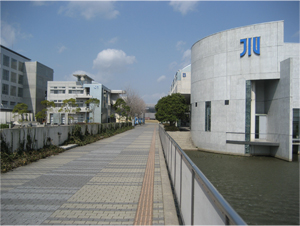
城西國際大學（千葉東金校園）

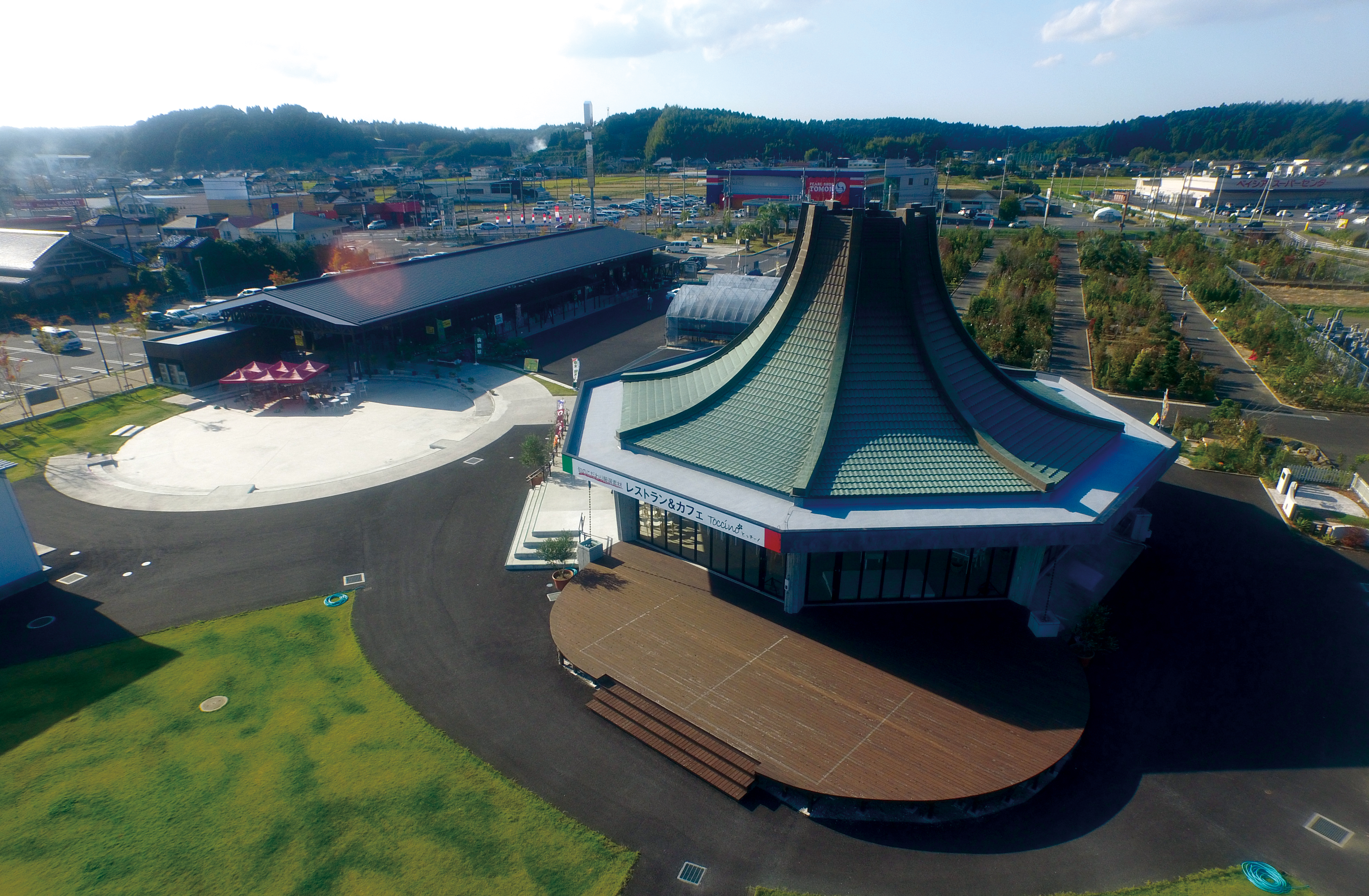
道之驛美野里之鄉東金

車站出入口前設有停車場。在出入口和對面（西邊）設有大型站前廣場。車站附近設有住宅區和田園地帶。沿國道126號上設有商業設施。
- 國道126號（日语：国道126号）
- 千葉縣道124號綠海東金線（日语：千葉県道124号緑海東金線）
- 千葉縣道275號求名停車場線（日语：千葉県道275号求名停車場線）
- 城西國際大學千葉東金校園
- 千葉縣警察學校
- 千葉學藝高等學校（日语：千葉学芸高等学校）
- 東金市立東中學
- 東金市立東小學
- 東金市立第3保育所
- 東金市求名站前區公民館
- 東金市銀齡人材中心
- 東金植木流通中心
- 道之驛美野里之鄉東金（日语：道の駅みのりの郷東金）
- 求名站前郵局
- Kasumi食品市場（日语：カスミ）田間店
- Beisia（日语：ベイシア）東金店
- Trial公司（日语：トライアルカンパニー）東金求名店
- 二木高爾夫（日语：二木ゴルフ）東金店
- 山田電機Teccland東金店

## 巴士路線
| 乘車處     | 系統        | 主要途經                                                                       | 目的地              | 巴士公司         | 備註                                       |
| ---------- | ----------- | ------------------------------------------------------------------------------ | ------------------- | ---------------- | ------------------------------------------ |
| 求名站     | 花Liner     | 砂鄉、丘山小學、中央三丁目                                                     | JR千葉站            | 千葉花巴士       | 平日只有1班                                |
| 求名站     | 花Liner     | 白幡四角、殿台                                                                 | 成東車廠            | 千葉花巴士       | 平日只有1班                                |
| 求名站     | 山武翼Liner | 成東站、山武成東交匯處入口、日向台、山武之森公園、風和里柴山、機場二號客運大樓 | 京成成田站          | 千葉花巴士       | 在2021年3月前試驗運行                      |
| 求名站     | 山武翼Liner | 成東站、山武成東交匯處入口、日向台、山武之森公園、風和里柴山、機場二號客運大樓 | AEON Mall成田       | 千葉花巴士       | 在2021年3月前試驗運行                      |
| 求名站入口 | 草莓Liner   | 海濱幕張站                                                                     | AEON Mall幕張新都心 | 千葉花巴士       |                                            |
| 求名站入口 | 豐成路線    | 豐成公民館、殿廻、下武射田                                                     | 東金市政廳前        | 東金市內循環巴士 | 只於平日服務（包括星期六，不包括年尾年初） |
| 求名站入口 | 豐成路線    | 親睦Liner                                                                      | 東金市政廳前        | 東金市內循環巴士 | 只於平日服務（包括星期六，不包括年尾年初） |

小湊鐵道設有大網站前往求名站之間的深夜巴士路線，該巴士站為落客站。

## 相鄰車站
東日本旅客鐵道（JR東日本）
■東金線
■通勤快速、■快速（在東金線內各站停車）、■普通（各站停車）
東金－求名－成東

## 注腳

### 廣報資料、新聞發布等資料
1. ↑   (PDF). 東日本旅客鉄道.   [2020-04-30]. （原始内容 (PDF)存档于2019-07-27） （日语）.

### 使用狀況
1. ↑  千葉縣統計年鑑 （页面存档备份，存于）（日語） - 千葉縣
2. ↑  東金市統計書 （页面存档备份，存于）（日語） - 東金市

JR東日本2000年度以後的乘車人次
1. ↑  各駅の乗車人員（2000年度） （页面存档备份，存于）（日語） - JR東日本
2. ↑  各駅の乗車人員（2001年度） （页面存档备份，存于）（日語） - JR東日本
3. ↑  各駅の乗車人員（2002年度） （页面存档备份，存于）（日語） - JR東日本
4. ↑  各駅の乗車人員（2003年度） （页面存档备份，存于）（日語） - JR東日本
5. ↑  各駅の乗車人員（2004年度） （页面存档备份，存于）（日語） - JR東日本
6. ↑  各駅の乗車人員（2005年度） （页面存档备份，存于）（日語） - JR東日本
7. ↑  各駅の乗車人員（2006年度） （页面存档备份，存于）（日語） - JR東日本
8. ↑  各駅の乗車人員（2007年度） （页面存档备份，存于）（日語） - JR東日本
9. ↑  各駅の乗車人員（2008年度） （页面存档备份，存于）（日語） - JR東日本
10. ↑  各駅の乗車人員（2009年度） （页面存档备份，存于）（日語） - JR東日本
11. ↑  各駅の乗車人員（2010年度） （页面存档备份，存于）（日語） - JR東日本
12. ↑  各駅の乗車人員（2011年度） （页面存档备份，存于）（日語） - JR東日本
13. ↑  各駅の乗車人員（2012年度） （页面存档备份，存于）（日語） - JR東日本
14. ↑  各駅の乗車人員（2013年度） （页面存档备份，存于）（日語） - JR東日本
15. ↑  各駅の乗車人員（2014年度） （页面存档备份，存于）（日語） - JR東日本
16. ↑  各駅の乗車人員（2015年度） （页面存档备份，存于）（日語） - JR東日本
17. ↑  各駅の乗車人員（2016年度） （页面存档备份，存于）（日語） - JR東日本
18. ↑  各駅の乗車人員（2017年度） （页面存档备份，存于）（日語） - JR東日本
19. ↑  各駅の乗車人員（2018年度） （页面存档备份，存于）（日語） - JR東日本
20. ↑  各駅の乗車人員（2019年度） （页面存档备份，存于）（日語） - JR東日本

千葉縣統計年鑑
1. ↑  千葉縣統計年鑑（平成3年） （页面存档备份，存于）（日語）
2. ↑  千葉縣統計年鑑（平成4年） （页面存档备份，存于）（日語）
3. ↑  千葉縣統計年鑑（平成5年） （页面存档备份，存于）（日語）
4. ↑  千葉縣統計年鑑（平成6年） （页面存档备份，存于）（日語）
5. ↑  千葉縣統計年鑑（平成7年） （页面存档备份，存于）（日語）
6. ↑  千葉縣統計年鑑（平成8年） （页面存档备份，存于）（日語）
7. ↑  千葉縣統計年鑑（平成9年） （页面存档备份，存于）（日語）
8. ↑  千葉縣統計年鑑（平成10年） （页面存档备份，存于）（日語）
9. ↑  千葉縣統計年鑑（平成11年） （页面存档备份，存于）（日語）
10. ↑  千葉縣統計年鑑（平成12年） （页面存档备份，存于）（日語）
11. ↑  千葉縣統計年鑑（平成13年） （页面存档备份，存于）（日語）
12. ↑  千葉縣統計年鑑（平成14年） （页面存档备份，存于）（日語）
13. ↑  千葉縣統計年鑑（平成15年） （页面存档备份，存于）（日語）
14. ↑  千葉縣統計年鑑（平成16年） （页面存档备份，存于）（日語）
15. ↑  千葉縣統計年鑑（平成17年） （页面存档备份，存于）（日語）
16. ↑  千葉縣統計年鑑（平成18年） （页面存档备份，存于）（日語）
17. ↑  千葉縣統計年鑑（平成19年） （页面存档备份，存于）（日語）
18. ↑  千葉縣統計年鑑（平成20年） （页面存档备份，存于）（日語）
19. ↑  千葉縣統計年鑑（平成21年） （页面存档备份，存于）（日語）
20. ↑  千葉縣統計年鑑（平成22年） （页面存档备份，存于）（日語）
21. ↑  千葉縣統計年鑑（平成23年） （页面存档备份，存于）（日語）
22. ↑  千葉縣統計年鑑（平成24年） （页面存档备份，存于）（日語）
23. ↑  千葉縣統計年鑑（平成25年） （页面存档备份，存于）（日語）
24. ↑  千葉縣統計年鑑（平成26年） （页面存档备份，存于）（日語）
25. ↑  千葉縣統計年鑑（平成27年） （页面存档备份，存于）（日語）
26. ↑  千葉縣統計年鑑（平成28年） （页面存档备份，存于）（日語）
27. ↑  千葉縣統計年鑑（平成29年） （页面存档备份，存于）（日語）
28. ↑  千葉縣統計年鑑（平成30年） （页面存档备份，存于）（日語）
29. ↑  千葉縣統計年鑑（令和元年） （页面存档备份，存于）（日語）

## 外部連結
- 車站資訊（求名）：東日本旅客鐵道（日語）